# Jérémie Boga
Jérémie Boga (Marseille, 3 januari 1997) is een Frans voetballer die doorgaans als offensieve middenvelder speelt. Hij verruilde Atalanta Bergamo in juli 2023 voor OGC Nice. Boga debuteerde in 2017 in het Ivoriaans voetbalelftal.

## Clubcarrière
Boga speelde in de jeugd van ASPTT Marseille tot hij op twaalfjarige leeftijd werd opgenomen in de jeugdopleiding van Chelsea. Hier zette hij in juli 2014 zijn handtekening onder een driejarige verbintenis. Hij zat op 24 mei 2015 op de laatste speeldag van het seizoen 2014/15 voor het eerst op de bank bij het eerste elftal, tegen Sunderland. Tot een debuut kwam het niet.
Chelsea verhuurde Boga in augustus 2015 voor een seizoen aan Stade Rennais. Hiervoor maakte hij op 18 september 2015 zijn profdebuut, als invaller voor Paul-Georges Ntep tijdens een wedstrijd in de Ligue 1 tegen Lille OSC. Hij speelde dat seizoen 27 competitieronden, meestal als invaller. Hij bracht seizoen 2016/17 vervolgens op huurbasis door bij Granada, in de Primera División. Hier had hij eenzelfde rol. Boga werd in 2017/18 voor het eerst ergens basisspeler. Dat jaar vocht hij met Birmingham City tegen degradatie uit de Championship. Met succes.
Boga nam in juli 2018 na negen jaar en drie huurperiodes definitief afscheid van Chelsea en tekende bij US Sassuolo. Na een eerste seizoenen wisselen tussen het veld en de bank, kreeg hij in 2019/20 voor het eerst regelmatig een basisplaats bij een club op het hoogste niveau. Boga speelde 3,5 seizoen met Sassuolo in de middenmoot van de Serie A, toen in januari 2022 Atalanta Bergamo voor hem aanklopte. Dat nam hem eerst een halfjaar op huurbasis en daarna definitief over. Zo speelde hij in februari 2022 voor het eerst in een Europees toernooi, de Europa League. Hij maakte op 17 maart 2022 het enige doelpunt van de wedstrijd in de achtste finale tegen Bayer Leverkusen. Zijn teamgenoten en hij kwamen een ronde later niet langs RB Leipzig. Hij functioneerde in 2022/23 voornamelijk als invaller. Boga verruilde Atalanta Bergamo in juli 2023 voor OGC Nice.

## Clubstatistieken
| Seizoen | Club               | Land      | Competitie       | Wed. | Doelp. |
| ------- | ------------------ | --------- | ---------------- | ---- | ------ |
| 2014/15 | Chelsea            | Engeland  | Premier League   | 0    | 0      |
| 2015/16 | → Stade Rennais    | Frankrijk | Ligue 1          | 27   | 2      |
| 2016/17 | → Granada          | Spanje    | Primera División | 26   | 2      |
| 2017/18 | Chelsea            | Engeland  | Premier League   | 1    | 0      |
| 2017/18 | → Birmingham City  | Engeland  | Championship     | 31   | 2      |
| 2018/19 | US Sassuolo        | Italië    | Serie A          | 25   | 3      |
| 2019/20 | US Sassuolo        | Italië    | Serie A          | 34   | 11     |
| 2020/21 | US Sassuolo        | Italië    | Serie A          | 27   | 4      |
| 2021/22 | US Sassuolo        | Italië    | Serie A          | 12   | 0      |
| 2021/22 | → Atalanta Bergamo | Italië    | Serie A          | 15   | 0      |
| 2022/23 | Atalanta Bergamo   | Italië    | Serie A          | 23   | 2      |
| 2023/24 | OGC Nice           | Frankrijk | Ligue 1          | 28   | 6      |
| 2024/25 | OGC Nice           | Frankrijk | Ligue 1          | 7    | 0      |
| Totaal  | Totaal             | Totaal    | Totaal           | 256  | 32     |

## Interlandcarrière
Boga speelde in Frankrijk –19, maar ging als volwassene voor Ivoorkust spelen. Hij debuteerde op 10 juni 2017 als Ivoriaans international. Bondscoach Marc Wilmots liet hem toen invallen tijdens een WK-kwalificatiewedstrijd tegen Guinee. Hij kreeg daarna jarenlang geen oproep meer tot bondscoach Patrice Beaumelle hem in juni 2021 weer bij de selectie haalde. Beaumelle nam hem ook mee naar het Afrikaans kampioenschap 2021, zijn eerste eindtoernooi.